# Norodom I.

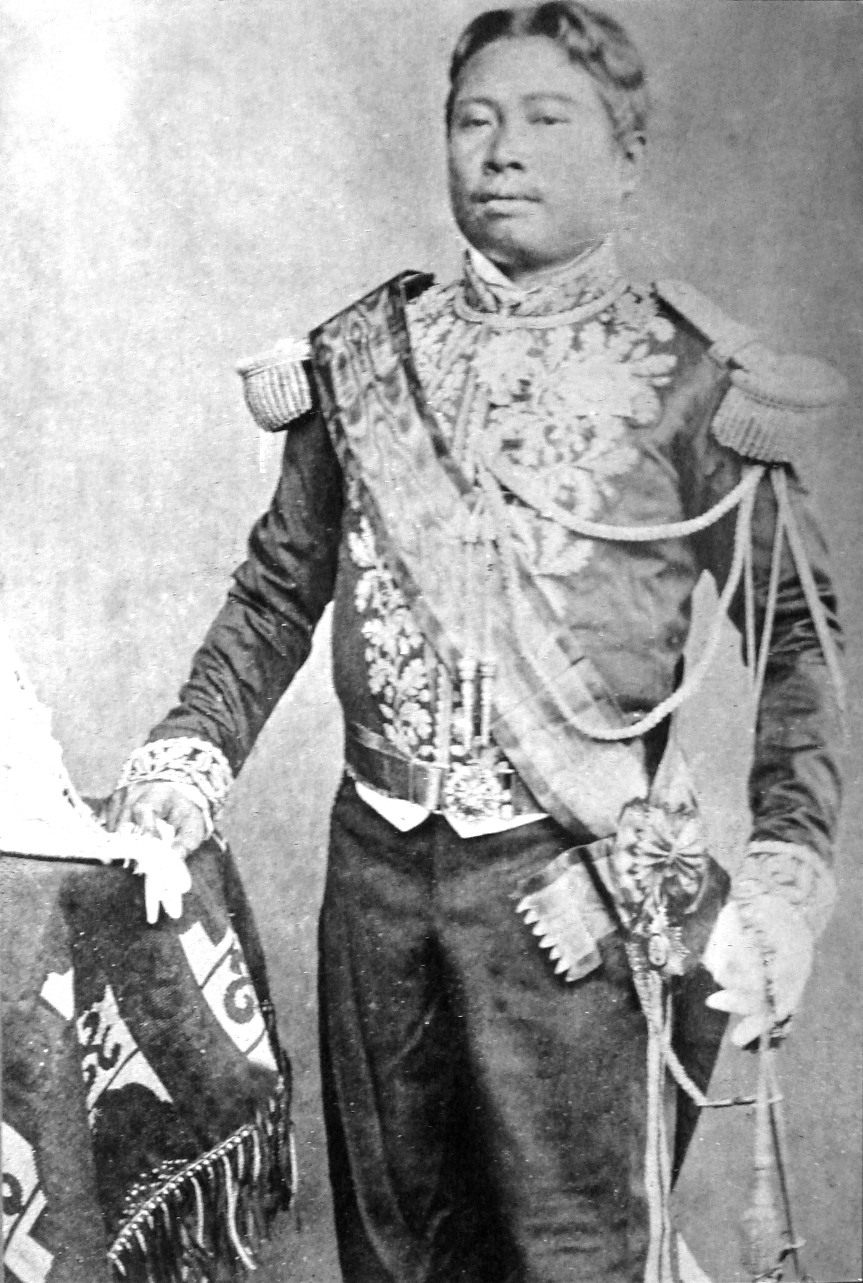
König Norodom (1834–1904)

Norodom (Khmer ព្រះបាទនរោត្តម) oder Norodom I. (* 1834 in Oudong, Kambodscha; † 24. April 1904 in Phnom Penh) war von 1860 bis zu seinem Tod 1904 König in Kambodscha. Das Wort „norodom“ stammt aus dem Sanskrit und bedeutet „bester Mensch“ (nar uttam). Er wird als der erste moderne König von Kambodscha angesehen, der die vollständige Auflösung des Landes verhinderte, indem er 1863 Frankreich um Schutz gebeten hat.

## Leben
Norodom war der älteste Sohn von König Ang Duong und Halbbruder der Prinzen Si Votha und Sisowath, der später ebenfalls König werden sollte. Zur Zeit seiner Geburt war Kambodscha sowohl von Vietnam als auch von Siam besetzt, die beide das Land unter sich aufgeteilt hatten. Die königliche Familie hielt sich in der von Siam kontrollierten Zone auf, weil Siam zurückhaltender bei der Ausübung seiner territorialen Ansprüche war. Die Hauptstadt Kambodschas lag zu jener Zeit in Oudong, doch lag das eigentliche Machtzentrum in Bangkok, wohin Norodom zum Studium geschickt wurde. Hier studierte er buddhistische Schriften und die alte Pali-Sprache.

## Regierung
Nachdem König Ang Duong 1860 gestorben war, wurde Norodom dessen Nachfolger, blieb aber zunächst ungekrönt, weil der siamesische Hof die Herausgabe der Regalien verweigerte. Dies machte Norodom letzten Endes zu einem siamesischen Vizekönig über Kambodscha.
Schon sein Vater hatte gegen eine Rebellion der Cham angekämpft, war aber während der ersten Kämpfe gestorben. Norodom verlor die Kontrolle über die Region der Cham, verließ die alte Hauptstadt Oudong und floh nach Battambang. Oudong blieb jedoch als offizielle Hauptstadt bestehen. In der Folge floh er ganz aus Kambodscha ins Exil nach Bangkok.

## Französische Kolonie

Die französische Expansion in Indochina

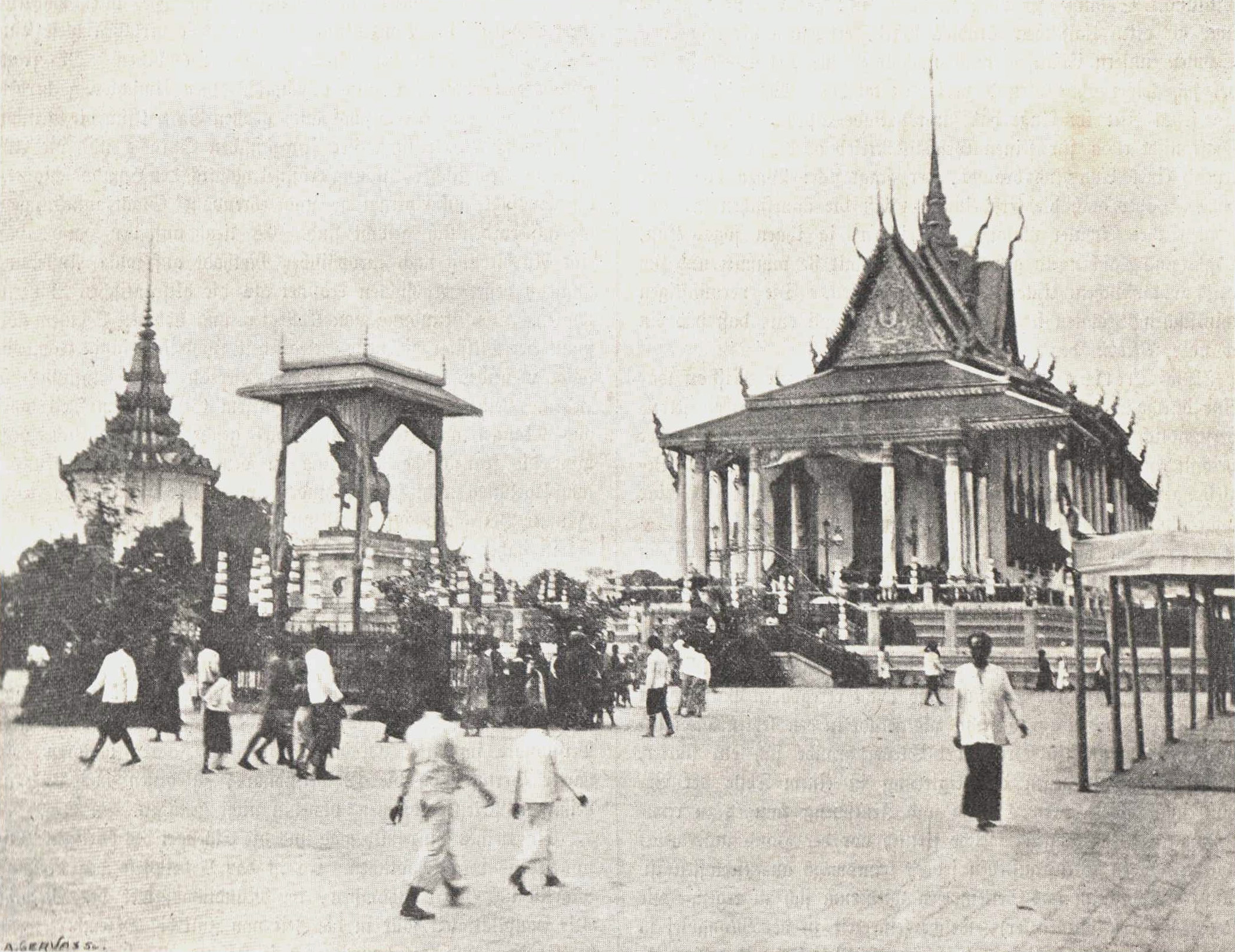
Pagode in Oudong mit Reiterstatue von König Norodom I. im Jahr 1904. Die Katholische Missionen, September 1904

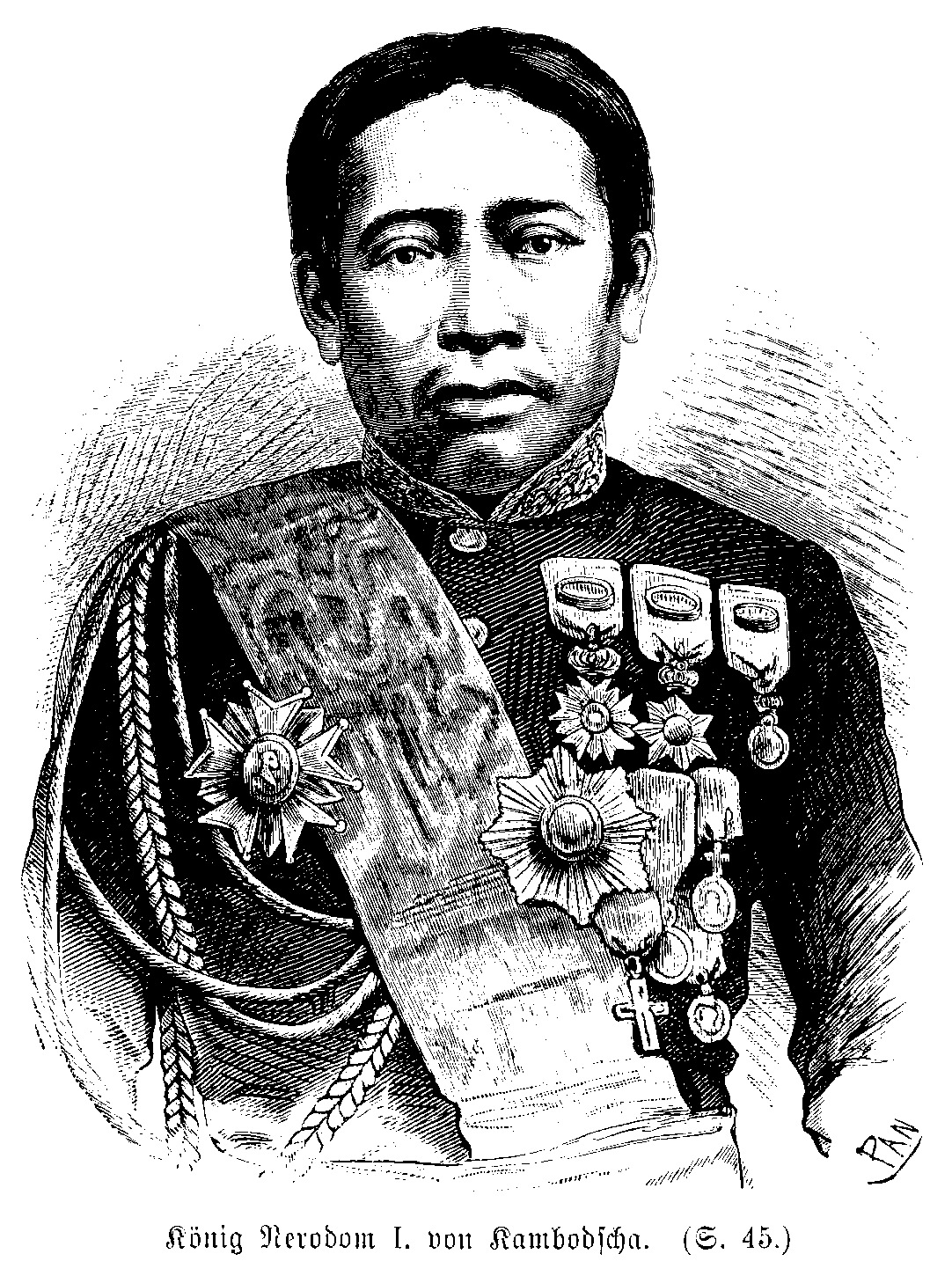
König Norodom der Erste (1834–1904) war auch ein Schützer von katholischen Missionaren. Die Katholischen Missionen, November 1903

1863 bat er Frankreich, als Schutzmacht für Kambodscha aufzutreten, wonach er nach Kambodscha zurückkehrte. Frankreich zwang den König mit Hilfe von Kanonenbooten, einen Vertrag zu unterzeichnen, der Kambodscha zu einem französischen Protektorat machte. Anschließend erteilten die Siamesen unter König Mongkut (Rama IV.) die Erlaubnis, offizielle Krönungsfeiern abzuhalten, die 1864 stattfanden und an der sowohl französische als auch siamesische Offizielle teilnahmen. Dennoch begann der junge König seine Regierung in regelrechtem Aufruhr. Die Siamesen und Vietnamesen hatten Kambodscha stets als Pufferstaat angesehen, doch Frankreich sah seine Chance in der wachsenden Umklammerung der beiden Nachbarstaaten. Kambodscha blieb allerdings schwach und wurde zum Zankapfel zwischen Siam und Frankreich. Auch waren neben ganz normalen Räuberbanden Rebellengruppen aktiv, die Siamesen und Vietnamesen – und auch die Franzosen – aus dem Land verjagen wollten.
1885 und 1886 führte Prinz Si Votha, Norodoms Halbbruder, eine Revolte gegen die französische Verwaltung an, woraufhin die Franzosen Norodom verdächtigten, diesen im Geheimen zu fördern. Die Revolte endete mit dem Versprechen Norodoms, dass die Franzosen ihm gegenüber Zugeständnisse gemacht hätten. Anschließend konnte Norodom von einer gewissen Position der Stärke aus regieren.
Im Anschluss an den Krieg zwischen China und Frankreich 1884 bis 1885 bildete Frankreich die Kolonie Französisch-Indochina (im Oktober 1887) mit Annam, Tonkin, Cochinchina (zusammen heute Vietnam) und dem Königreich Kambodscha. In der Folge war Norodom mehr eine Marionette als ein selbständiger Herrscher.
Vor seinem Tod ernannte Norodom seinen Sohn, Prinz Yukanthor, zu seinem Nachfolger. Die Franzosen befahlen die Verlegung der Hauptstadt von Oudong nach Phnom Penh. Hier starb König Norodom am 24. April 1904. Sein Körper wurde 1906 nach buddhistischer Tradition eingeäschert.
Thronfolger wurde nicht der vorgesehene Yukanthor, sondern sein Halbbruder Sisowath, den die Franzosen für gefügiger hielten.

## Ehrungen
Norodom erhielt zahlreiche Orden, unter anderen
- das Großkreuz der Ehrenlegion (1872)
- das Großkreuz des Ordens des weißen Elefanten (Siam)
- das Großkreuz des Ordens Maha Chakri (Siam)

| Vorgänger | Amt                            | Nachfolger  |
| --------- | ------------------------------ | ----------- |
| Ang Duong | König von Kambodscha 1860–1904 | Sisowath I. |

| Personendaten    | Personendaten           |
| ---------------- | ----------------------- |
| NAME             | Norodom I.              |
| ALTERNATIVNAMEN  | ព្រះបាទនរោត្តម (Khmer)       |
| KURZBESCHREIBUNG | kambodschanischer König |
| GEBURTSDATUM     | 1834                    |
| GEBURTSORT       | Oudong, Kambodscha      |
| STERBEDATUM      | 24. April 1904          |
| STERBEORT        | Phnom Penh              |